# Campynema
Campynema es un género monotípico de plantas  perteneciente a la familia Campynemataceae. Su única especie:  Campynema lineare es originaria de Australia.

## Descripción
Es una planta herbácea delgada que alcanza un tamaño de 25 cm de altura. Tallo floral rodeado de las bases de las hojas viejas persistentes. Varias hojas, una o más hojas escariosos como brácteas en la base, de 2-4 cm de largo, hojas radicales lineales a lineal-lanceoladas. Segmentos del perianto con garras, ampliamente ovadas a ovado-lanceoladas, agudas o mucronadas, hasta 8 mm de largo, verde, amarillo o marrón-púrpura opaco, persistente en el fruto. El fruto es una cápsula de 1,5 cm.

## Taxonomía
Campynema lineare fue descrita por Jacques Julien Houtton de La Billardière y publicado en Novae Hollandiae Plantarum Specimen 1: 93. 1805.
Sinonimia
- Campynema pygmaeum F.Muell. ex Benth.	[3][4]